# قائمة أسماء بدائيات النوى المنشورة بشكل صحيح
قائمة أسماء بدائيات النوى المنشورة بشكل صحيح (بالإنجليزية: List of Prokaryotic names with Standing in Nomenclature (LPSN))‏ هي قاعدة بيانات على الإنترنت تحتفظ بمعلومات حول تسمية وتصنيف بدائيات النوى، وفقًا لمتطلبات التصنيف وأحكام المدونة الدولية للتسمية بدائيات النوى. تم تنسيق قاعدة البيانات من عام 1997 إلى يونيو 2013 بواسطة «جان ب. أوزيبي» من يوليو 2013 إلى يناير 2020، تم تنسيق LPSN بواسطة ايدان بارتي (Aidan C.Parte).
في فبراير 2020، تم نشر إصدار جديد من LPSN كخدمة من DSMZ وبالتالي دمج خدمة تسمية بدائيات النواة المحدثة.